# Droge heide (natuurdoeltype)
Droge heide is een natuurdoeltype wat voornamelijk voorkomt op de hogere zandgronden. Het natuurdoeltype komt voornamelijk voor op de stuwwallen en ander hoger gelegen gebieden en binnen infiltratiegebieden op de hogere zandgronden. De vegetatie bestaat voornamelijk uit grasachtige planten en dwergstruiken zoals de rode- en blauwe bosbes. De bodem heeft een droog waterregime en is zuur. Qua voedselrijkdom is de bodem oligotroof of mesotroof. Het natuurdoeltype komt voornamelijk voor op holtpodzolgronden, haarpodzolgronden en duinvaaggronden maar kan ook op overige leem- of zandgronden voorkomen. Het natuurdoeltype vergt een diepe grondwaterstand en overstroomt zelden. De vegetatie wordt gevoed door regenwater. Droge heide vergt een oppervlakte van ten minste vijf hectare om zichzelf in stand te houden.

## Plantengemeenschappen
Binnen het natuurdoeltype droge heide kunnen meerdere plantengemeenschappen voorkomen. Deze plantengemeenschappen hoeven niet allemaal voor te komen om het natuurdoeltype te bereiken.
| Nederlandse naam                              | Wetenschappelijke naam                          |
| --------------------------------------------- | ----------------------------------------------- |
| associatie van buntgras en heidespurrie       | Spergulo-Corynephoretum                         |
| rompgemeenschap met vroege haver              | RG Aira praecox-[Koelerio-Corynephoretea]       |
| rompgemeenschap met gewoon gaffeltandmos      | RG Dicranum scoparium-[Koelerio-Corynephoretea] |
| associatie van liggend walstro en schapengras | Galio-Festucetum                                |
| rompgemeenschap met borstelgras               | RG Nardus stricta-[Nardetea]                    |
| associatie van struikhei en stekelbrem        | Genisto anglicae-Callunetum                     |
| associatie van struikhei en bosbes            | Vaccinio-Callunetum                             |
| grondster-associatie                          | Digitario-Illecebretum                          |
| gaffeltandmos-jeneverbesstruweel              | Dicrano-Juniperetum                             |

Droge heide komt overeen met het habitattype droge Europese heide van de habitatrichtlijn. Wanneer de associatie van struikhei en stekelbrem aanwezig is komt het tevens overeen met het habitattype psammofiele heide met Calluna en Genista en wanneer er kraaihei aanwezig is met het type psammofiele heide met Calluna en Empetrum nigrum.